# Herman Johannes Lam
Herman Johannes Lam  (Veendam, 3 de janeiro de 1892 – Leida, 15 de Fevereiro 1977 ) foi um botânico neerlandês.